# Малколм Кемпбелл
Ма́лколм Ке́мпбелл (англ. Malcolm Campbell; 11 березня 1885 — 31 грудня 1948) — британський автогонщик і яхтсмен, рекордсмен світу по швидкості, як на суходолі, так і на воді.
В 1920—1930-х рр. кілька разів встановлював світовий рекорд швидкості для автомобілів.
Після того, як 1935 року першим подолав рубіж 300 миль за годину, переорієнтувався на водні перегони, також установивши кілька світових рекордів.
Всі його гоночні автомобілі та яхти називалися «Синій птах» (англ. Blue Bird, за назвою п'єси М. Метерлінка).
Традиції батька продовжив син Дональд, що став першою людиною, яка одночасно володіла світовими рекордами швидкості пересування по суходолу й воді.